# Добраниц
До́браниц или До́бранецы (нем. Dobranitz; в.-луж. Dobranecy) — деревня в Верхней Лужице, Германия. Входит в состав коммуны Гёда района Баутцен в земле Саксония. Подчиняется административному округу Дрезден.

## География
Соседние деревни: на востоке — деревня Кобленц, на юге — деревня Вульки-Восык коммуны Буркау и на северо-западе — деревня Панецы коммуны Буркау.

## История
Впервые упоминается в 1222 году под наименованием Dobranewiz.
С 1950 по 1994 года входила в состав коммуны Кобленц. С 1994 года входит в современную коммуну Гёда.
В настоящее время деревня входит в состав культурно-территориальной автономии «Лужицкая поселенческая область», на территории которой действуют законодательные акты земель Саксонии и Бранденбурга, содействующие сохранению лужицких языков и культуры лужичан.
Исторические немецкие наименования:
- Dobranewiz, 1222
- Harthungus de Dobranewiz, Dobranuiz, 1227
- Dobranowiz, 1245
- Dubranewicz, 1350
- Dobranwicz, 1374
- Dobrantzsch, 1559
- Dobranitz, 1569

## Население
Официальным языком в населённом пункте, помимо немецкого, является также верхнелужицкий язык.
Согласно статистическому сочинению «Dodawki k statisticy a etnografiji łužickich Serbow» Арношта Муки в 1884 году проживало 73 человека. Серболужичан в этом году в деревне не проживало.
| 1834 | 1871 | 1890 | 1910 | 1925 | 2011 | 2016 |
| ---- | ---- | ---- | ---- | ---- | ---- | ---- |
| 52   | 70   | 56   | 54   | 54   | 17   | 17   |

## Достопримечательности
Памятники культуры и истории земли Саксония
- Каменный дорожный указатель, XIX век (№ 09252220)
- Каменный дорожный указатель, XIX век (№ 09252219)
- Конюшня, д.3, 1800 (№ 09252223)
- Жилой дом с хозяйственными постройками, д. 5, вторая половина XIX века (№ 09254976)
- Жилой дом с хозяйственными постройками, д. 7, вторая половина XIX века (№ 09254977)
- Конюшня и скотоводческое хозяйство, д. 9, 1850 год (№ 09254978)